# 盛夏光年 (歌曲)
盛夏光年（英語：Eternal Summer），是2006年的臺灣電影《盛夏光年》之同名主題曲，由五月天主唱阿信作曲、填詞、演唱 。
其後五月天於2013年重新編曲演唱；林憶蓮於2015年重新演譯。

## 曲目版本
2006年12月1日，電影同名主題曲〈盛夏光年〉發行，由五月天阿信作曲、填詞、演唱，並與濁水溪公社鼓手羅伯、自然捲貝斯手奇哥、1976吉他手大麻合作，由陳信宏（阿信）、任柏璋（羅伯）、蔡坤奇（奇哥）、張崇偉（大麻）編曲。
2013年12月30日，發表五月天的新錄製版，收錄於精選輯《步步 自選作品輯》，由五月天、周恆毅編曲。
2015年6月26日，發表林憶蓮重新演繹的版本，收錄於合輯《女也 Herstory with Mayday》，由恭碩良、倪凱文編曲。

## 音樂錄影帶
2006年，發表電影主題曲〈盛夏光年〉音樂錄影帶，由文淑惠執導，其中穿插電影劇情及阿信與濁水溪公社鼓手羅伯、自然捲貝斯手奇哥、1976吉他手大麻的演唱片段。
2015年2月13日，釋出收錄於《步步 自選作品輯》版本編曲的〈盛夏光年〉2015年劇情版，由Hi-Organic執導，影片中歌曲結尾之和聲與專輯收錄版本不同；劇情為2016年推出〈溫柔〉新版音樂錄影帶之續集。
2015年7月1日，釋出收錄於合輯《女也 Herstory with Mayday》中由林憶蓮重新演繹的〈盛夏光年〉之音樂錄影帶，由余靜萍、吳仲倫執導。

## 現場影片
2015年2月13日，釋出五月天於「諾亞方舟世界巡迴演唱會」演唱的現場Live版影片，音軌使用《步步 自選作品輯》專輯收錄版本，由劉名峯執導 。
2019年8月27日，釋出五月天與鄧紫棋於「Just Rock It!!! 『藍｜BLUE』」世界巡迴演唱會演唱的現場影片，由8ID STUDIO執導 。2020年6月2日，釋出五月天於「突然好想見到你」線上演唱會的Live影片，由8ID STUDIO執導 。

## 獎項紀錄
2006年，阿信以該曲入圍第43屆金馬獎最佳原創電影歌曲獎。
2015年，導演蘇建益以其執導之的劇情版音樂影片，獲得英國倫敦國際獎「音樂錄影帶類剪接獎」銀獎。其後入圍倫敦電影節「最佳音樂錄影帶獎」，為臺灣首次入圍此獎項。
2016年，入圍第27屆金曲獎最佳音樂錄影帶獎。

## 外部連結
- YouTube上的盛夏光年－2015年劇情版
- YouTube上的盛夏光年－林憶蓮版